# Bermudamysis speluncola
Bermudamysis speluncola é uma espécie de crustáceo da família Mysidae.
É endémica das Bermudas.